# Egon Sundberg
Egon William Sundberg, född 27 februari 1911 i Ockelbo församling i Gävleborgs län, död 4 september 2015 i Sandviken i samma län, var en svensk fotbollsspelare. Han deltog i omkring 110 allsvenska matcher och var vid sin död landets äldste allsvenske fotbollsspelare.
Till yrket var Sundberg försäljare vid Sandvikens järnverk. Han var från 1939 till hustruns död gift med Göta Torborg Sundberg (1912–1984). De fick en dotter Anne-Cathrine (född 1944). Makarna Sundberg är begravda på Södra kyrkogården i Sandviken.